# Linea Keikyū Daishi
La  Linea Keikyū Daishi (京急大師線?, Keikyū-Daishi-sen) gestita dalle Ferrovie Keikyū è una diramazione a scartamento normale della linea Keikyū principale che si distacca dalla stazione di Keikyū Kawasaki per raggiungere la stazione di Kojimashinden e si trova per la sua interezza nel quartiere di Kawasaki-ku nella città di Kawasaki nella prefettura di Kanagawa.

## Stazioni
| Num. | Stazione        | Giapponese | Distanza | Collegamenti            |
| ---- | --------------- | ---------- | -------- | ----------------------- |
| KK20 | Keikyū Kawasaki | 京急川崎   | 0.0      | Linea Keikyū principale |
| KK21 | Minatochō       | 港町       | 1.2      |                         |
| KK22 | Suzukichō       | 鈴木町     | 2.0      |                         |
| KK23 | Kawasaki-Daishi | 川崎大師   | 2.5      |                         |
| KK24 | Higashi-Monzen  | 東門前     | 3.2      |                         |
| KK25 | Sangyō-Dōro     | 産業道路   | 3.8      |                         |
| KK26 | Kojimashinden   | 小島新田   | 4.5      |                         |